# Linearbandkeramische Siedlung Vráble

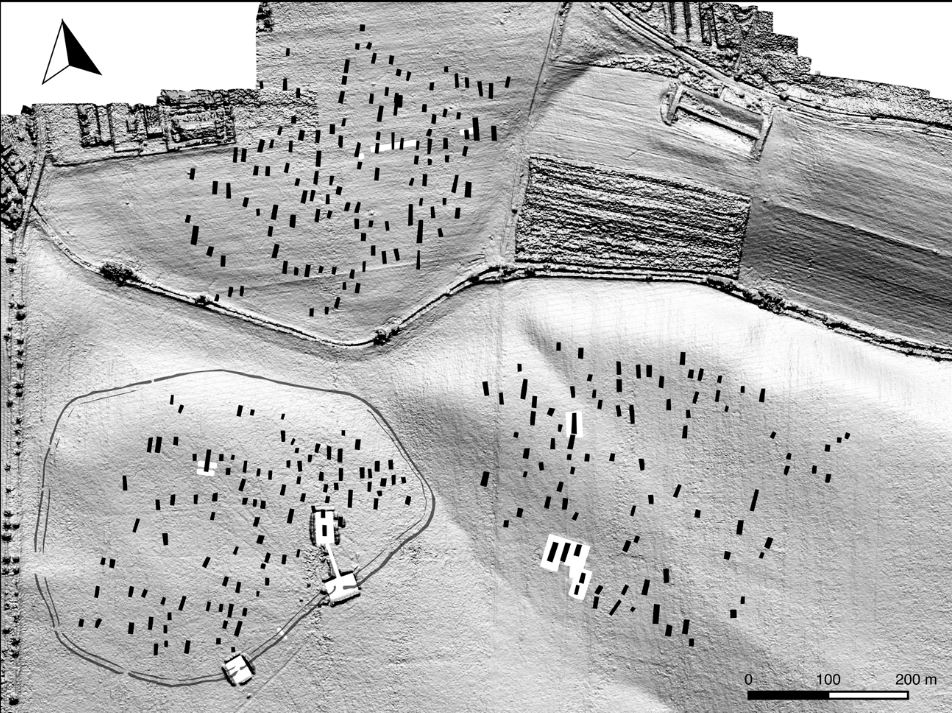
Geomagnetikplan der Siedlung mit rechteckigen schwarzen Kästen als ehemalige Langhäuser dar. Es sind drei Siedlungsbereiche erkennbar, der linke ist von einem Graben umgeben

Die linearbandkeramische Siedlung Vráble-Veľké ist eine archäologische Fundstelle aus der frühen Jungsteinzeit bei Vráble im Südwesten der Slowakei. Sie hebt sich durch viele Aspekte von zahlreichen der bekannten Siedlungen der linearbandkeramischen Kultur ab. Sie gehört zu den größeren und zu den wenigen von einem Graben begleiteten Siedlungen. Zudem wurde ein Massengrab mit vielen Dutzend Individuen gefunden, denen allen der Kopf entfernt wurde. Nach ihrer Entdeckung im Jahre 2009 wird die Siedlung seit 2012 systematisch von Wissenschaftlerinnen und Wissenschaftlern der Akademie der Wissenschaften in Nitra und des Sonderforschungsbereichs 1266 an der Christian-Albrechts-Universität zu Kiel erforscht.

## Fundstelle

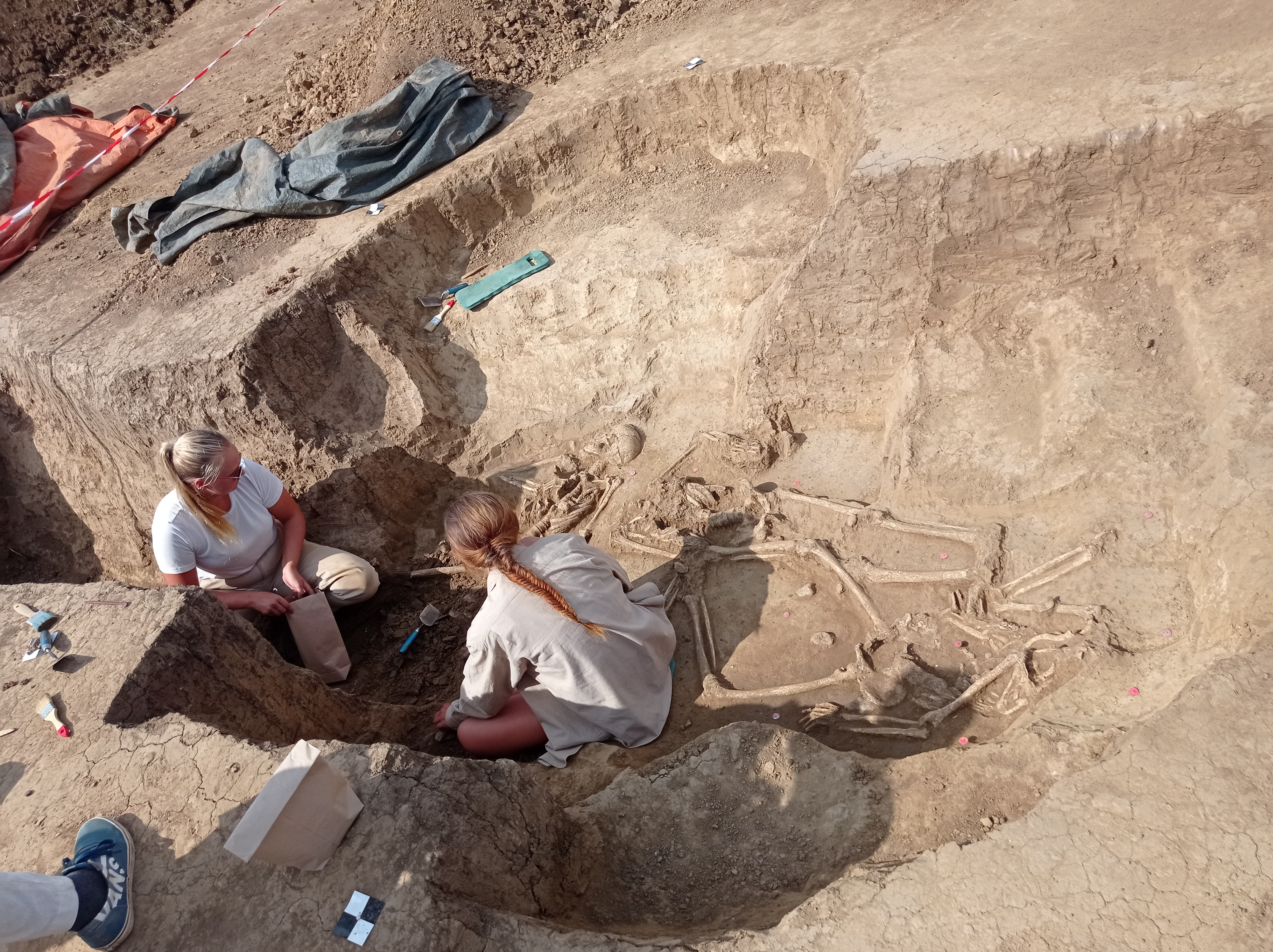
Freilegung von drei Skeletten im Jahre 2021. Zwei wurden ohne, eines mit Kopf aufgefunden.

Die Siedlung Vráble-Veľké Lehemby ist eine von vielen bekannten Siedlungen in der während der Jungsteinzeit dichtbesiedelten Region des oberns Žitavatals. Sie gliedert sich in drei Ansammlungen von Häusern. Insgesamt wurden 313 Langhäuser rekonstruiert, die über einen Zeitraum von ca. 200 bis 300 Jahren errichtet wurden (ca. 5250–5000 calBC). Wegen der geschätzten Nutzungszeit eines Hauses von 20–30 Jahren haben nur wenige Häuser gleichzeitig in den drei Siedlungsagglomerationen existiert. Die menschlichen Überreste datieren etwas später auf 5100–4950 calBC.
Neben der Größe der Siedlung ist besonders das Grabenwerk hervorzuheben, das nur die südwestliche Konzentration von Häusern umgibt.

### Funde (Auswahl)
Funde wurden vor allem in den Längsgruben der Langhäuser gemacht und umfassen das typische Spektrum an gebrannten Hüttenlehm, Keramik und Silexartefakten. Die Keramik ist fast ausschließlich jüngere Linearbandkeramik bzw. jüngste (Typ Želiezovce). Hierneben wurden wenige Scherben gefunden, die zur Lengyelkultur zählen und Bükker Keramik, die ihren Verbreitungsschwerpunkt in der Ostslowakei besitzt.
Hervorzuheben sind die Artefakte aus Obsidian, die zahlreich in allen drei Siedlungskonzentrationen, aber sehr ungleich zwischen einzelnen Häusern bzw. Hausgruppen verteilt sind. In einer Pfostengrube wurde ein Obsidiankern gefunden. Zudem wurde Anhänger aus Spondylus gefunden, der vermutlich zu einem gestörten Grab gehört.

### Befunde (Auswahl)
Der Geomagnetikplan der Siedlung zeigt zahlreiche Längsgruben, die in der Regel paarig auftreten und die Position der dazwischenliegenden Langhäuser markieren. Daneben sind zahlreiche Gruben und diffuse Befunde im Plan zu sehen.
Durch 14C-Proben von 23 Hausbefunden wurde berechnet, dass zwischen ca. 5150 und 5070 v. Chr. die meisten Häuser gleichzeitig bestanden. Wie typisch für viele Siedlungen dieser Epoche, wurden neue Häuser häufig sehr nah an den alten angelegt. Dies spricht für eine Nähe der Bewohnenden der Häuser zueinander, womöglich sind hier Generationen einzelner Familien abzuleiten. Die neuen Häuser sind immer um wenige Grad anders orientiert als die vorherigen. In Zeitraum der Besiedlung ist eine fortschreitende Drehung der Ausrichtung der Häuser gegen den Uhrzeigersinn von etwa 32° auf 4° zu beobachten. Den Effekt, dass Menschen leicht links- oder rechtsseitig abweichen, ist in der Psychologie als Pseudoneglect beschrieben, den die Forschenden des Vráble-Teams hier erstmals für das Neolithikum nachweisen konnten.
Besonders auffällig ist der Graben, der die südwestliche Siedlung umgibt. Generell sind Gräbern um linearbandkeramische Siedlungen ein seltenes Phänomen, mit der Tendenz einer Zunahme an Befunden in Mittel- und Westeuropa. In Osteuropa sind sie bislang nicht dokumentiert und Vráble stellt den ersten bekannten Befund in er Südwestslowakei dar. Mit einem Befund aus Westungarn (Tolna-Mözs) bildet es die östlichsten bekannter derartigen Befunde. Dieser Graben wurde knapp 200 Jahre nach der ersten Besiedlung angelegt als bereits drei ausdifferenzierte Agglomerationen vorhanden waren. Zu dieser Zeit war gemessen an den Hausbefunden auch das Ende der höchsten Bevölkerungsdichte gekommen. Dieser einst wohl bis zu 3 m Tiefe Grabe besaß mehrere Zugänge, die von den anderen Siedlungskonzentrationen wegweisen.
In und an diesem Graben wurden knapp 120 Individuen freigelegt. Neben regulären Bestattungen, sprich typisch linearbandkeramischen Hockern mit Beigaben, wurden vor allem irreguläre Bestattungen gefunden. Häufig wurden Verstorbene in Paaren angeordnet und in den Grabenköpfen niederlegt, wobei ihnen vorher der Schädel entfernt wurde. Im Jahre 2021 stieß das Team sogar auf eine Massenbestattungen an einem der Grabenköpfe, in der zahllose Individuen auf-, über- und ineinander verschränkt beigesetzt wurden. Mittlerweile beläuft sich die Zahl der hier gefundenen Menschen auf 81. Auch diesen fehlen die Köpfe. Nur ein Säugling/Kleinkind hatte noch einen Kopf. Wo diese geblieben sind ist bislang unbekannt.

### Subsistenz
Durch die Auswertung der in Vráble gefundenen Tierknochen, Pflanzenreste und stabiler Isotopenmessungen konnte ein ausgeklügeltes Subsistenzsystem erkannt werden. Es scheint sich um ein System mit starker räumlicher Vernetzung von Viehhaltung und Ackerbau gehandelt zu haben. Die Ackerflächen wurden intensiv als Weiden genutzt, sodass Dung anfiel, der die Erträge verbesserte. Dieses räumlich konzentrierte Subsistenzsystem in Vráble steht im Gegensatz zum Rest des oberen Žitava-Tals. Die höhere Produktivität der Felder in Vráble, die wahrscheinlich zum Teil eine Folge dieses spezifischen Subsistenzregimes war, könnte ein wichtiger Pull-Faktor gewesen sein, der das Phänomen der Siedlungskonzentration in Vráble erklärt. Diese Konzentration könnte wiederum die Ernteerträge erhöht haben.

## Interpretation und Bedeutung des Fundplatzes
Die weiteren Siedlungen des Žitava-Tals deuten an, dass es ein generelles Bevölkerungsmaximum in der Region um 5200 v. Chr. gab. Womöglich waren dort zu viele Menschen vorhanden, deren Ernährung nicht (mehr) durch die lokale Wirtschaft ausreichend gedeckt werden konnte. Dies führte zur Besiedlung bislang unbesiedelter Teile des Tals. In Vráble war offenbar ein ausgeklügeltes Wirtschaftssystem vorhanden, was potenziell Menschen angezogen hat und zu einem lokalen Bevölkerungsmaximum um 5100 v. Chr. führte. Dies wiederum hat womöglich sozialen Spannungen verstärkt. Möglicherweise gab es Konflikte zwischen den drei Agglomerationen und die Südwestgruppe hat sich von den anderen beiden Siedlungsteilen abgeschirmt. Die Eingänge des Grabens, die konsequent von den anderen Agglomerationen wegweisen, sprechen dafür.
Darüber, wie sich die Bestattungen kopfloser Menschen und das Massengrab in dieses Szenario einfügt, kann nur spekuliert werden. Es ist bislang nicht bekannt, ob die Bestatteten aus der Südwestsiedlung, aus den anderen Siedlungsteilen oder von woanders stammen.
Allerdings fügt sich der Befund Vrábles in ein allgemeines Bild. Die konkreten Riten sind zwar einzigartig, doch ist in vielen Regionen in der späten Linearbandkeramik eine Abweichung von Traditionen zu erkennen. So finden sich verschiedenste Riten in Wiederstedt oder Herxheim. Auch die Massengräber wie Schletz, Talheim, Kilianstädten und Halberstadt fügen sich hier ein.
Das Ende der weitverbreiteten Linearbandkeramik geht mit einer Regionalisierung der Stile einher. Im östlichen Mitteleuropa bildet sich die Lengyel-Kultur. Die Rondelle, die dieses Kulturkomplex charakterisieren, können womöglich eine Fortführung der in der späten Linearbandkeramik begonnenen Abschirmung von inneren und äußeren Bereichen darstellen.